# 郫筒站
郫筒站位于中华人民共和国四川省成都市郫都区望丛中路、蜀信东路与安民街交叉口，是成都地铁6号线的地铁车站，2020年12月18日随6号线的开通而投入使用。

## 车站概要
郫筒站位于成都市郫都区蜀信东路/安民街与望丛中路十字路口处，此站因中国古代“竹林七贤”之一的山涛曾任郫县县令时发现当地盛产慈竹，人们将慈竹划成竹篾，编成竹筐、竹斗来盛物，并用砍竹筒盛液体，故得名郫筒站。本站在规划阶段曾用名“商业街站”。于2020年12月18日投入使用。

## 车站构造

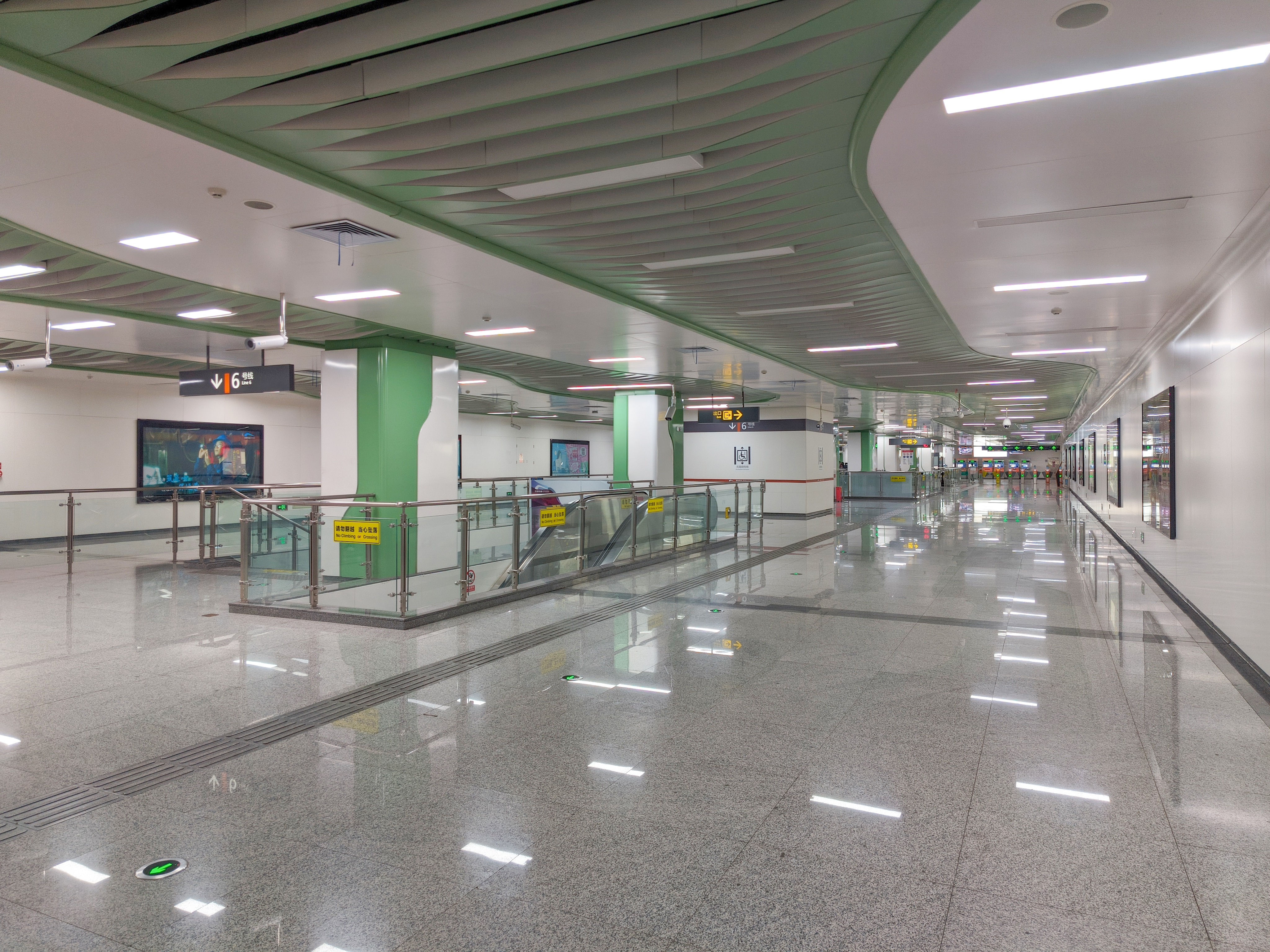
站厅

郫筒站为地下二层12米宽岛式站台车站。
| 地面              | 0    | 出口 |
| 地下一层          | 站厅 | 自助购票 客服中心                                                                                       |
| 地下二层          | 站台 | \| \| \| 6号线往望丛祠（和平街） \| \| 島式 · 開左邊车门 \| \| \| \| \| \| 6号线往兰家沟（蜀新大道） \| |
|                   |      | 6号线往望丛祠（和平街）                                                                                 |
| 島式 · 開左邊车门 |      | |
|                   |      | 6号线往兰家沟（蜀新大道）                                                                               |

- 站厅

## 出入口
本站目前开放4个出入口。
|          |              |                                              |      |
| 编号     | 设施         | 指示                                         | 照片 |
|          | 无障碍卫生间 | 望丛中路、蜀信东路、蜀顺路、文信路           |      |
| 出口 · B | 无障碍电梯   | 望丛中路、蜀信东路、蜀顺路、科化二路         |      |
| 出口 · C |              | 望丛中路、安民街、和顺四巷                   |      |
| 出口 · D | 无障碍电梯   | 望丛中路、安民街、和顺三巷、望东路、和顺二巷 |      |

## 接驳交通

### 巴士
| 出口     | 巴士站点           | 路线                       | 备注                 |
| -------- | ------------------ | -------------------------- | -------------------- |
| 出口 · B | 地铁郫筒站         | P62路                      | 朝东（东南）方向行驶 |
| 出口 · B | 望丛中路科化二路口 | P15路、P20路               | 朝东（东南）方向行驶 |
| 出口 · D | 地铁郫筒站         | P03路、P08路、P38路、P63路 | 朝南（西南）方向行驶 |
| 出口 · D | 地铁郫筒站         | P20路                      | 朝西（西北）方向行驶 |
| 出口 · D | 望丛中路安民路口   | P15路                      | 朝西（西北）方向行驶 |